# Aaron von Lincoln
Aaron von Lincoln (* um 1123; † 1186) war ein englischer jüdischer Finanzier. 

## Leben
Über die Abstammung von Aaron von Lincoln, sein frühes Leben und seine beruflichen Anfänge ist nichts bekannt. Er kam wahrscheinlich als Erwachsener von Frankreich auf die Britischen Inseln. In der zweiten Hälfte des 12. Jahrhunderts war er einer der reichsten Männer und größten Geldverleiher des damaligen mittelalterlichen Englands und sein Vermögen sogar mit dem des Königs vergleichbar. Erstmals wird er in einer Pipe Roll von 1166 als Gläubiger des Königs Heinrich II. erwähnt. Demnach schuldete der englische Monarch dem jüdischen Finanzier den sehr beträchtlichen Betrag von etwas mehr als 616 Pfund, was knapp 2 % der sich auf etwa 35.000 Pfund belaufenden jährlichen Gesamteinnahmen des Königs entsprach.
In vielen Teilen Englands etablierte Aaron Geschäftsverbindungen über jüdische Darlehensmakler und arbeitete einige Zeit auch mit einem konkurrierenden jüdischen Finanzier, Le Brun von London, zusammen. Er verlieh große Geldsummen an das Königshaus, zahlreiche Adlige sowie hohe Kleriker, womit Letztere häufig den Ausbau ihrer Kathedralen, Abteien und Klöster finanzierten. So trug er u. a. zu den Bauprogrammen der Kathedrale von Lincoln, der Abtei von St Albans, der Kathedrale von Peterborough sowie von neun Zisterzienserklöstern bei. Bisweilen verwendeten Prälaten wie etwa der Abt von Meaux das geliehene Geld auch zum Erwerb von an Aaron verpfändeten Ländereien.
Der König zog nach dem Tod Aarons dessen riesiges Eigentum als Heimfall eines jüdischen Wucherers für die englische Krone ein; dabei übernahm er auch Aarons Forderungen an die vielen Schuldner, die bisher noch nicht alle ausständigen Gelder zurückgezahlt hatten.